# ジャン・タルデュー
ジャン・タルデュー（Jean Tardieu、1903年11月1日 - 1995年1月27日）はフランスの詩人、劇作家。韻文詩、抒情詩からやがて言葉の可能性を追求する簡潔で実験的な詩を書くようになった。第二次大戦中に対独レジスタンス運動に参加し、戦後に戯曲を書き始めた。不条理演劇を代表する作家。

## 生涯

### 背景
フランス東部アン県サン＝ジェルマン＝ド＝ジュー（オーヴェルニュ＝ローヌ＝アルプ地域圏）に生まれた。父ヴィクトル・タルデューは1925年にハノイにインドシナ文化芸術学校（現ベトナム美術大学）を創設した画家で、母は音楽家、特にハープ奏者であった。まもなくパリに越し、裕福な家庭で美術、音楽、文学に親しみながら育った。

### 詩作
言葉に対しては幼い頃から深い関心を抱き、語呂合わせ、駄洒落などの言葉遊びが好きだったが、これが高じて17歳のときに（彼自身の言葉によると）「実存の危機」に陥った。鏡に映る自分の姿を自分自身であると認めることができず、ほとんど狂気か自閉症に陥りそうになったという。そしてこのときから言葉の実験として詩を書き始めた。
ブルゴーニュ地方の修道院で哲学者ポール・デジャンルダンが開催した「ポンティニー旬日懇話会（Décades de Pontigny）」に参加したのを機に、デジャンルダンのほか、『新フランス評論』編集長を務めた作家のアンドレ・ジッド、評論家ジャック・リヴィエール、言語学者・作家のジャン・ポーラン、同誌に寄稿していたロジェ・マルタン・デュ・ガール（『チボー家の人々』の著者・ノーベル文学賞受賞作家）らに認められ、1927年から『新フランス評論』誌に詩を発表し始めた。1930年代に詩人フランシス・ポンジュに出会い、生涯にわたって親交を深めることになる。
最初の詩集『隠れた大河』は1933年に自費出版し、第二次大戦直前の1939年に詩集『アクサン』がガリマール書店（現ガリマール出版社）から刊行された。

### 対独レジスタンス
ナチス・ドイツ占領下のパリで対独レジスタンス運動の地下活動に参加し、小冊子を配布したり、ラジオ番組を担当したりし、ピエール・セゲルス、ポール・エリュアール、レーモン・クノー、マックス＝ポル・フーシェ、ピエール・エマニュエルらの文学者と活動を共にした。こうした活動から、エリュアールらがレジスタンス詩人22人の作品を編纂した『詩人たちの名誉』が1943年7月14日の革命記念日に刊行された。全員偽名であったが、タルデューは「ダニエル・テレザン（Daniel Thérésin）」、「ダニエル・トレヴー（Daniel Trévoux）」の名前で、「風」、「オラドゥール」などの詩を掲載した。

### 不条理演劇
戦後、フランス国営放送の演劇部門の責任者として、ラジオドラマを制作した。また、戯曲を書き始め、クノーの影響を受けた『ムッシュー・ムッシュー』を発表。ウジェーヌ・イヨネスコ、サミュエル・ベケット、アルチュール・アダモフとともに不条理演劇を代表する作家として活躍した。

### ジェルブロワ
晩年は「薔薇の村」として知られるフランスの最も美しい村の一つジェルブロワ（オワーズ県、ピカルディ地域圏）に暮らしていた。1995年、91歳で死去。セーヌ＝エ＝マルヌ県ヴィリエ＝ス＝グレの墓地に眠る。

## 著書

### 主な著書
- 『隠れた大河』Le Fleuve caché, Schiffrin, 1933
- 『アクサン』Accents, Gallimard, 1939
- 『不可視の証人』Le Témoin invisible, Gallimard, 1943
- 『詩』Poèmes, Le Seuil, 1945
- 『窒息した神々』Les Dieux étouffés, Seghers, 1946
- 『非現実の悪魔』Le Démon de l’irréalité, Ides et calendes, 1946
- 『石化した日々』Jours pétrifiés, Gallimard, 1947
- 『ムッシュー・ムッシュー』Monsieur Monsieur, Gallimard, 1951
- 『誰もいない声』Une voix sans personne, Gallimard, 1954
- 『笛の空間 / 詩、パブロ・ピカソの12の素描についての変奏曲』L’Espace de la flûte / poèmes, variations sur douze dessins de Pablo Picasso, Gallimard, 1958.
- 『詩選集』Choix de poèmes, Gallimard, 1961
- 『漠とした物語』Histoires obscures, Gallimard, 1961
- 『影の部分』La Part de l’ombre, Gallimard, 1972
- 『つまり』C’est-à-dire, éd. G.R., 1972
- 『襞のついた沙漠』Déserts plissés, Bolliger, 1973
- 『床板が持ち上がる』Le Parquet se soulève, Brunidor-Apeïros, 1973
- 『黙殺された世界』Un monde ignoré, Skira, 1974
- 『フォルムリー』Formeries, Gallimard, 1976
- 『影、枝』L’Ombre la branche, Maeght, 1977
- 『こんなふうに、あんなふうに』Comme ceci comme cela, Gallimard, 1979
- 『マルジュリー / 未刊の詩 (1910-1985)』Margeries / poèmes inédits (1910-1985), Gallimard, 1986
- 『アクサングラーヴ、アクサンテギュ』L’Accent grave et l’accent aigu, Gallimard, 1986
- 『見る詩』Poèmes à voir, Gallimard, 1990
- 『ダ・カーポ』Da capo, Gallimard, 1995
- 『会話』Conversation, édition de Plein Vent, 2001

### 邦訳
- 大木久雄訳「窓口」、「鍵穴」、「三拍子のリズム」、「姿なき声」、「アポロン協会」、「ことばの時間」『現代フランス演劇五人集』（白川書院、1977年）所収。
- 窪田般彌訳『フランス現代詩29人集』（思潮社、1984年）所収。
- 大木久雄訳『ジャン・タルデュー選集』青山社、1995年（三段論法 / 変形譚 / 会話 / ムッシュウ / 私）